# Йован Костури
Йован Цицо Костури (на албански: Jovan Cico Kosturi) е албански публицист и деец на Албанското национално възраждане.

## Биография
Роден е през 1831 година в град Корча, Османската империя, днес Албания. През 1884 година заедно с Орхан Пояни и Тими Марко участва в списването на списание „Дрита“, което се разпространява в Тоскерия и защитава идеята за албанско образование на тоски диалект. През 1885 година Костури основава таен комитет в Корча, чиято цел е да подготви албанска културна общност във вътрешността на страната. През 1906 година гръцкия митрополит Фотий Калпидис е убит от албанска възстаническа чета, която отава неразкрита от Османските власти. Вместо това те арестуват Костури и други албански първенци, членове на народното движение в Корча. Няколко месеца по-късно гръцката въоръжена пропаганда в Македония в отговор убива сина му Спиро Костури в Солун. Йован Костури е баща и на Идомен Костури, албански политик, регент и веднъж действащ министър-председател на Албания. Йован Костури умира през 1924 година.